# Emma Borg
Emma Borg, född 4 november 1969, är en brittisk filosof som är professor vid University of Reading. Borgs huvudsakliga fokusområden rör språk- och medvetandefilosofi. I bland annat Pursuing Meaning från 2012 kritiserar hon språkfilosofer som Jason Stanley (indexikalist) och Kent Bach (kontextualist), och förordar en minimalistisk meningsteori.
Hon har varit rektor för institutionen för filosofi på universitetet i Reading.